# Mankapur
Mankapur es un pueblo y nagar Panchayat situado en el distrito de Gonda en el estado de Uttar Pradesh (India). Su población es de 9461 habitantes (2011). 

## Demografía
Según el censo de 2011 la población de Mankapur era de 9461 habitantes, de los cuales 4977 eran hombres y 4484 eran mujeres. Mankapur tiene una tasa media de alfabetización del 84,56%, superior a la media estatal del 67,68%: la alfabetización masculina es del 89,62%, y la alfabetización femenina del 78,91%.